# École de Ngoenga
L'École de Ngoenga, aussi appelée Centre d'éducation spécialisé pour les jeunes handicapés tibétains, est une école tibétaine pour enfants handicapés située près de Dehradun en Inde. 

## Historique
L'école de Ngoenga est située à proximité du camp de réfugiès tibétains de Dekyiling, près de Dehradun dans l'Uttarakhand.
L’école de Ngoenga dépend du ministère tibétain de la Santé. Elle a été fondée le 8 mars 2000, avec les financements du 14e dalaï-lama. 
Elle prend en charge une cinquantaine d’enfants, sous la responsabilité de sept instituteurs, un physiothérapeute, sept « mères » et un « père ». Le personnel comprend 39 membres. 
Ces enfants âgés de 6 à 18 ans souffrent de différents handicaps : malentendants, autistes, polyhandicapés. De juillet à fin avril, l'école les prend en charge, puis ils rentrent chez eux pour deux mois.

## Liste de directeurs
Voici une liste de directeurs de l'école :
- Namgyal Lhamo Taklha, 2000
- Tsegyal Dranyi
- Karma Dhargyal